# Aerobiologie

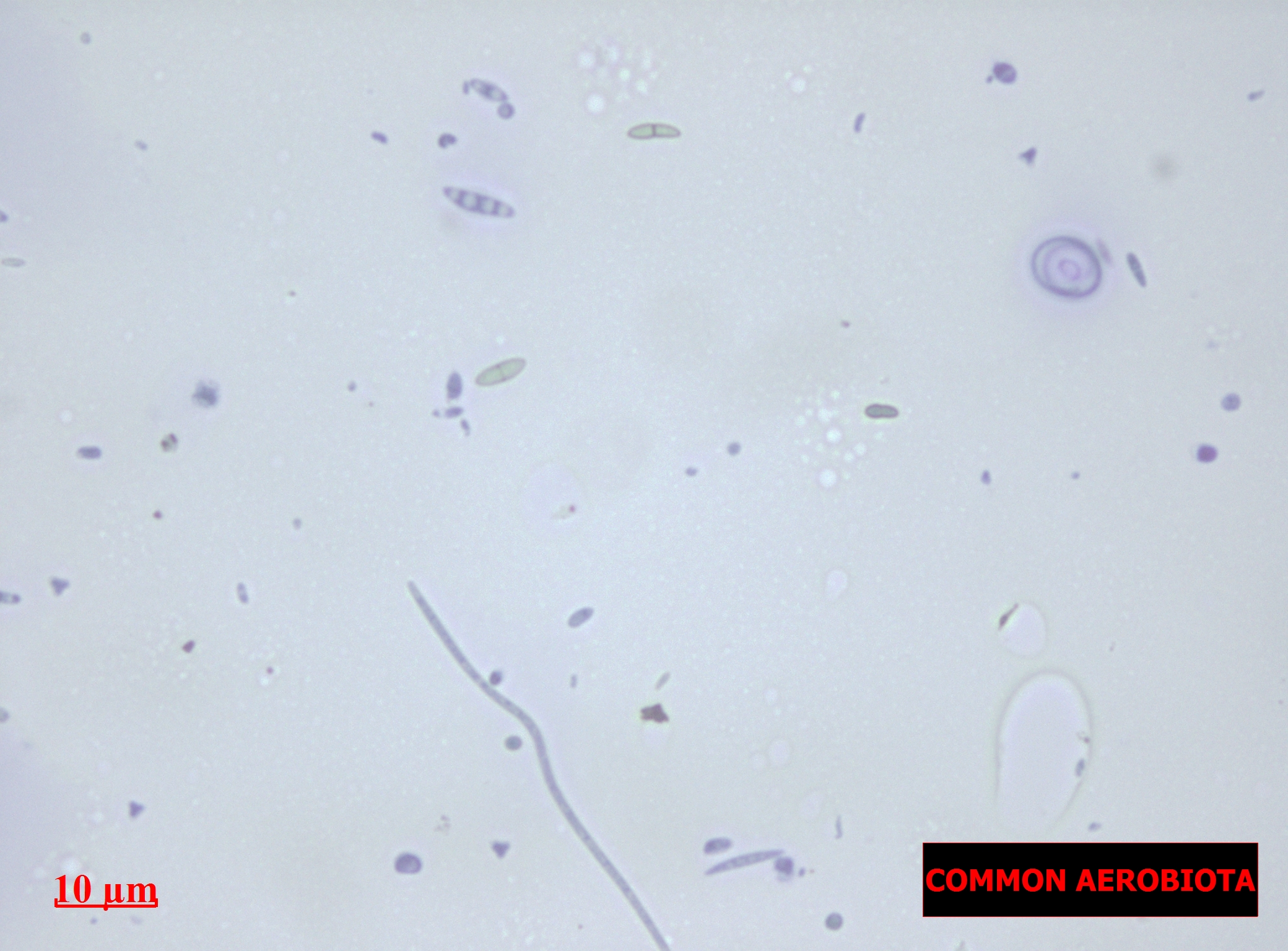
Beispiel für Aeroplankton

Aerobiologie (von altgriechisch ἀήρ, aēr, „Luft“; βίος, bios, „Leben“; und -λογία, -logie) ist eine Teildisziplin der Biologie, die sich mit kleinsten organischen Partikeln, solche wie Bakterien, Pilzsporen, sehr kleinen Insekten, Pollen und Viren beschäftigt, die passiv durch die Luft transportiert werden (Luftplankton). Wichtigstes Arbeitsgebiet der Aerobiologen ist der Pollen- und Sporenflug und die sich daraus ergebenden allergischen Belastungen.